# Agustí Vilar i Capdevila
Agustí Vilar i Capdevila (Terrassa, 26 de març de 1936) és un antic jugador d'hoquei sobre patins català de les dècades de 1950 i 1960.

## Trajectòria
Els seus inicis foren al CDP Terrassa, club on arribà a ser internacional juvenil amb la selecció espanyola. A nivell professional la seva carrera la va viure completament al FC Barcelona, on jugà al voltant de 14 anys, arribat a ser-ne capità. El 1968 es retirà, essent objecte d'un homenatge per part dels seus companys, després d'una vintena d'anys de pràctica de l'hoquei. Posteriorment jugà breument al Sagrada Família de Terrassa.
Fou 25 cops internacional amb Espanya, amb qui fou subcampió del Món a Xile 1962 i tercer a Madrid 1960, i subcampió d'Europa a Torí 1961. El 1960 guanyà la Copa de les Nacions.

## Palmarès
FC Barcelona
- Campionat d'Espanya:
  - 1958, 1963
- Campionat de Catalunya:
  - 1957, 1960

Espanya
- Copa de les Nacions:
  - 1960